# اودیلون ردون
اودیلون ردون (فرانسوی: Odilon Redon‎؛ ۲۰ آوریل ۱۸۴۰ – ۶ ژوئیهٔ ۱۹۱۶) نقاش فرانسوی جنبش نمادگرایی بود. نقاشی‌های رنگ روغن و پاستل او، به‌ویژه نقاشی‌های طبیعت بی‌جانش همراه با گل‌ها، از نظر رنگ‌های بکار رفته، منبع الهامی برای هانری ماتیس و نقاشان دیگر به‌شمار می‌روند. آثار ردون راه را برای ظهور سوررئالیسم و دادائیسم هموار کردند. اگرچه رابطه‌ای بین نقاشی‌های او و آثار نقاشان دریافتگری وجود دارد، ردون خود مخالف جنبش‌های دریافتگری و واقع‌گرایی بود.

## نگارخانه

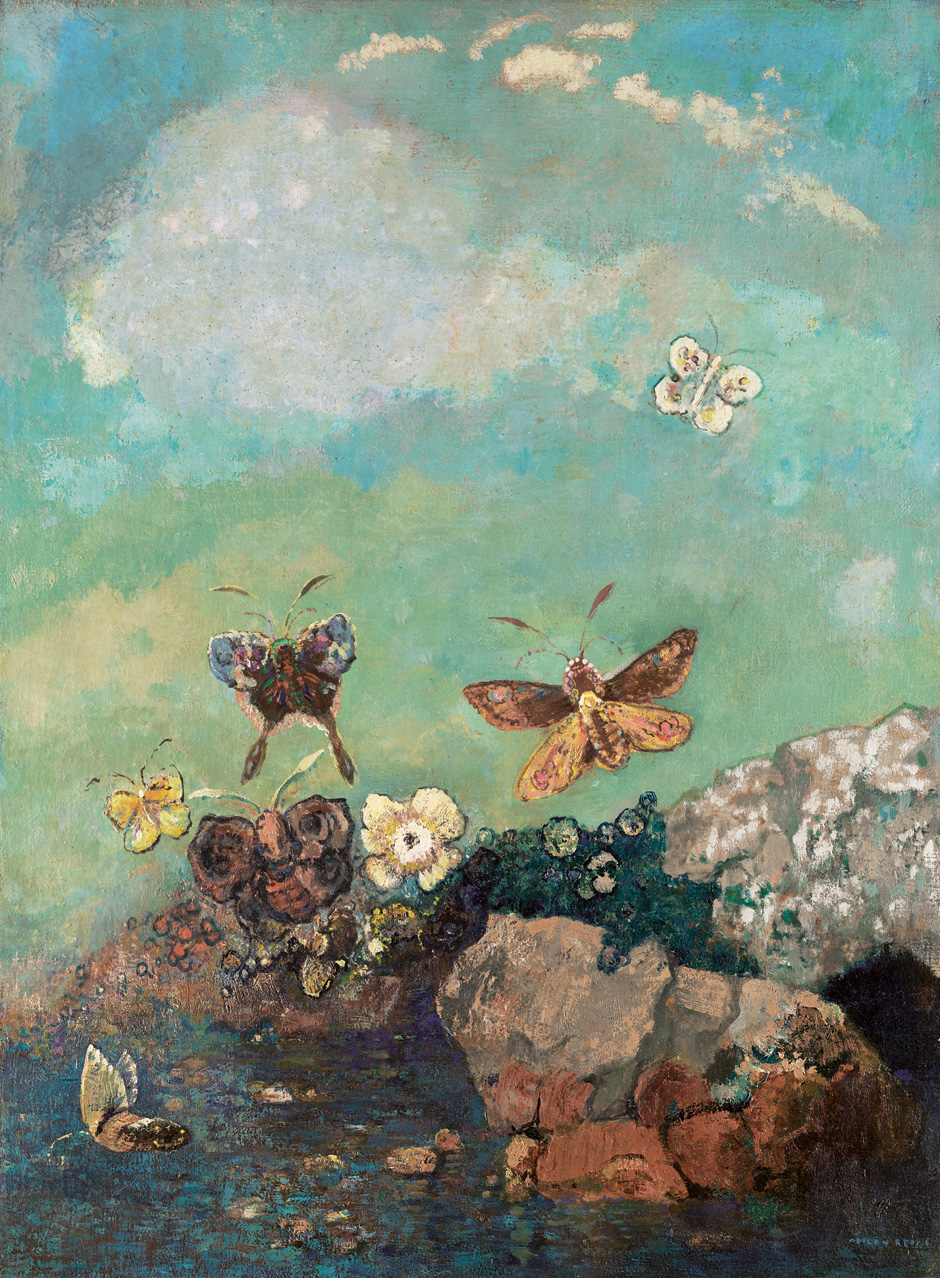
پروانه‌ها، حدود ۱۹۱۰، موزه هنر مدرن
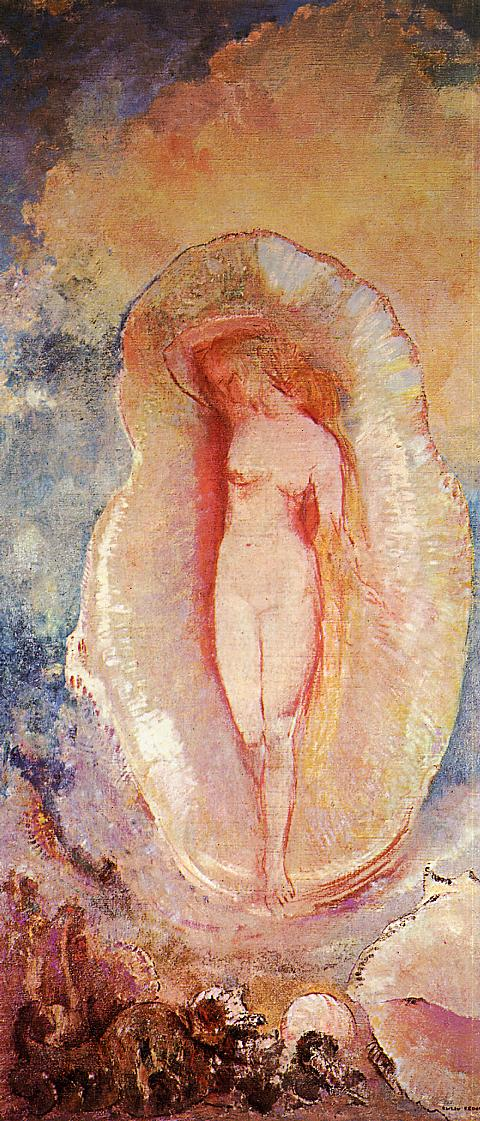
تولد ونوس، ۱۹۱۲
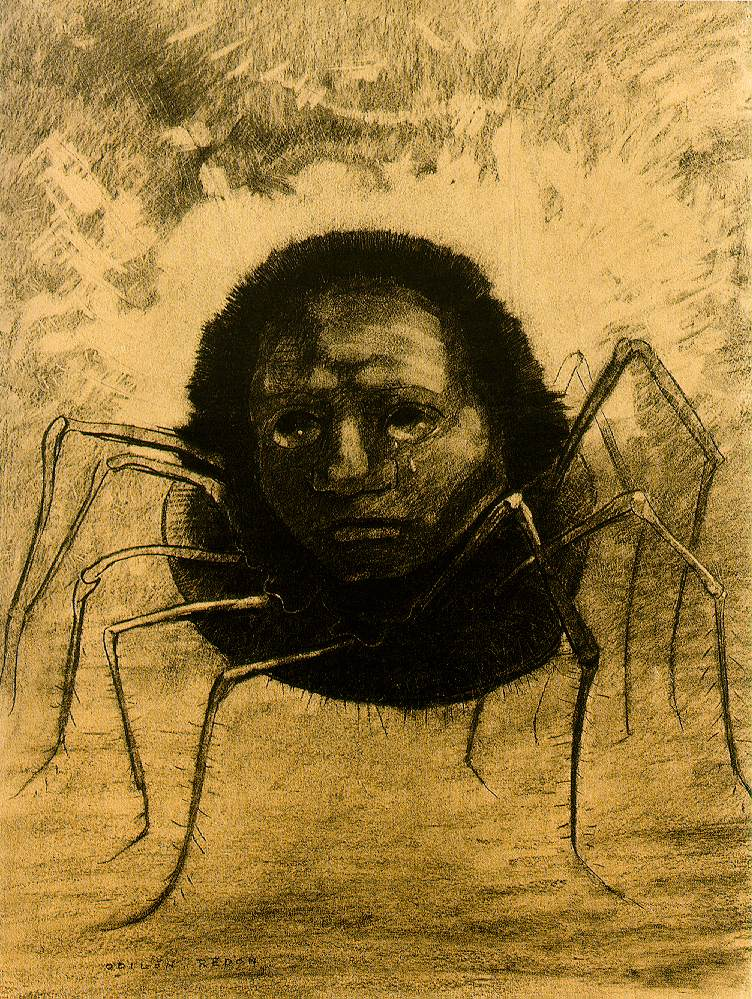
عنکبوت گریان، ۱۸۸۱
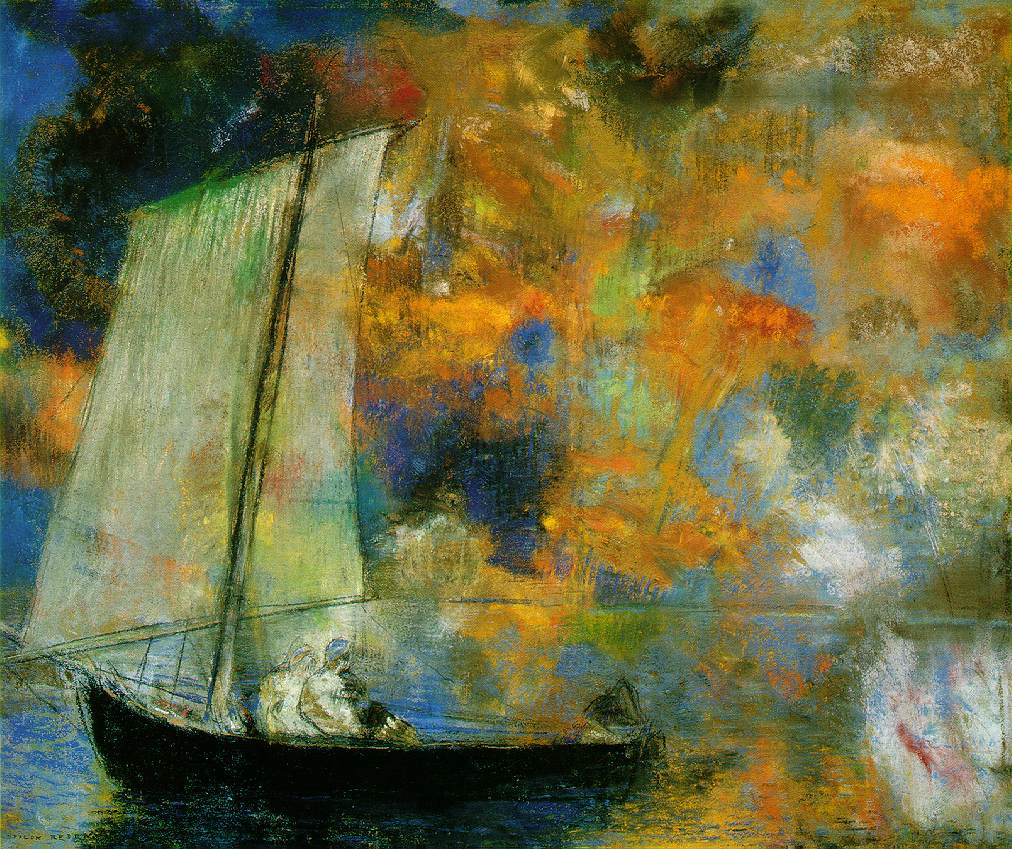
ابرهای گل، ۱۹۰۳، مؤسسه هنر شیکاگو
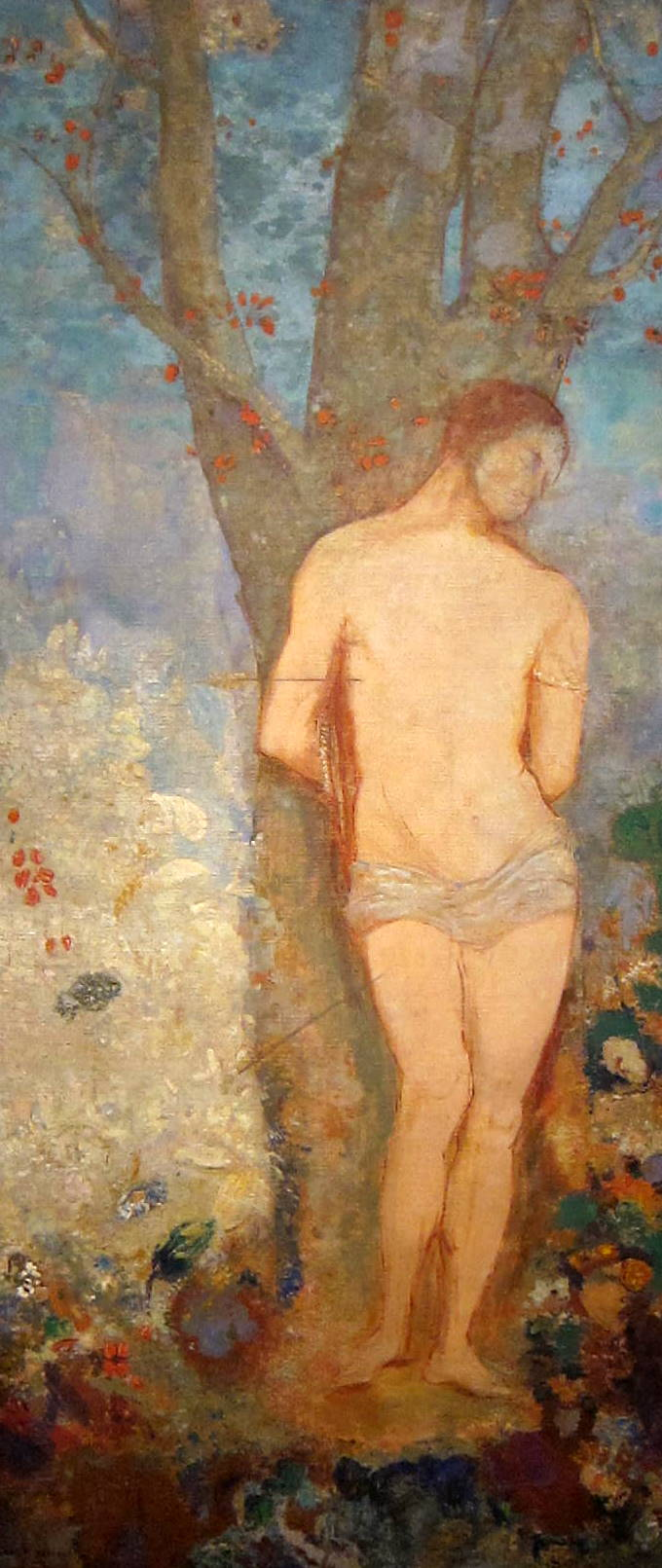
سن سباستین، ۱۹۱۲، نگارخانه ملی هنر آمریکا
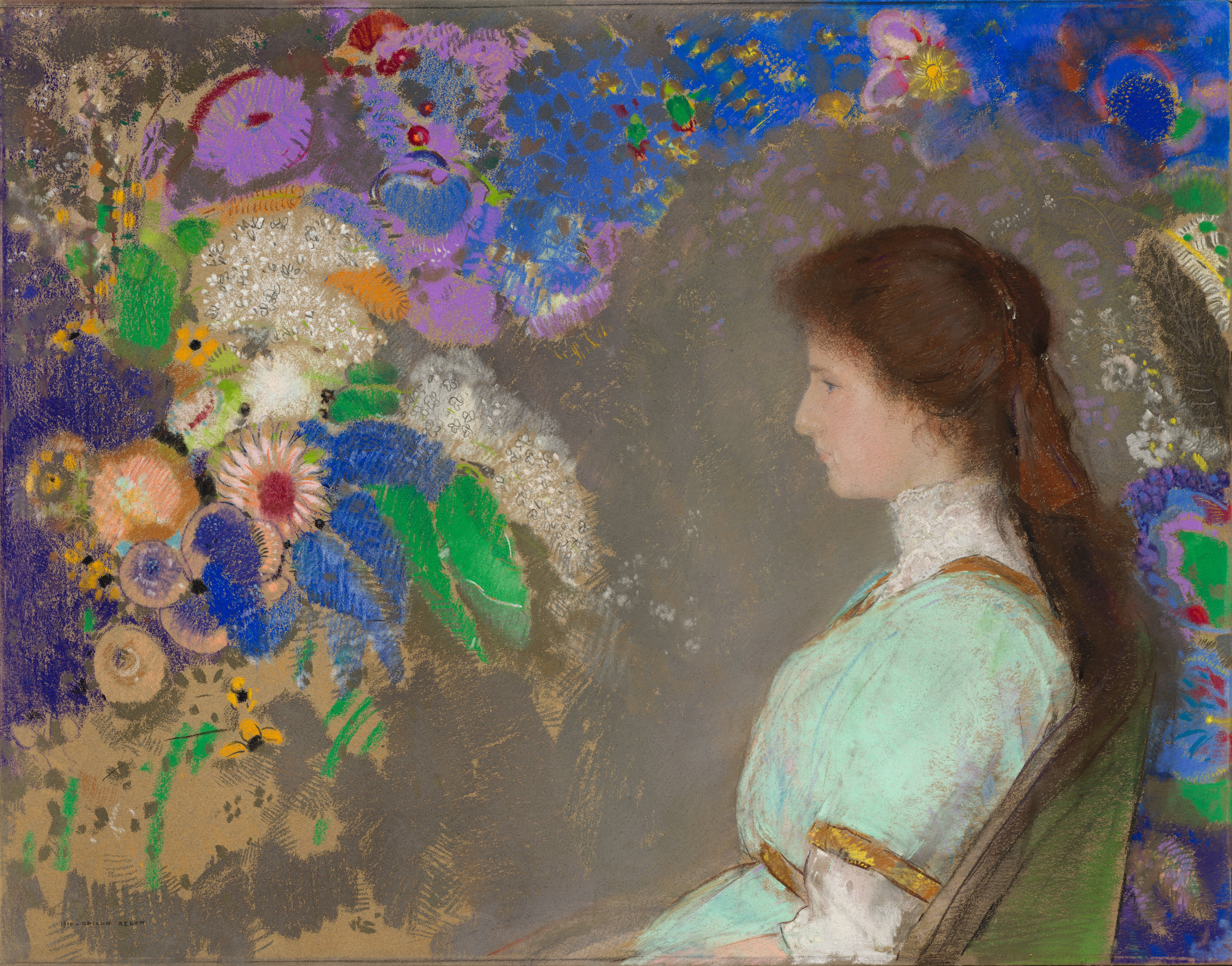
تک‌چهره ویولت هیمن، پاستل، ۱۹۱۰، موزه هنر کلیولند
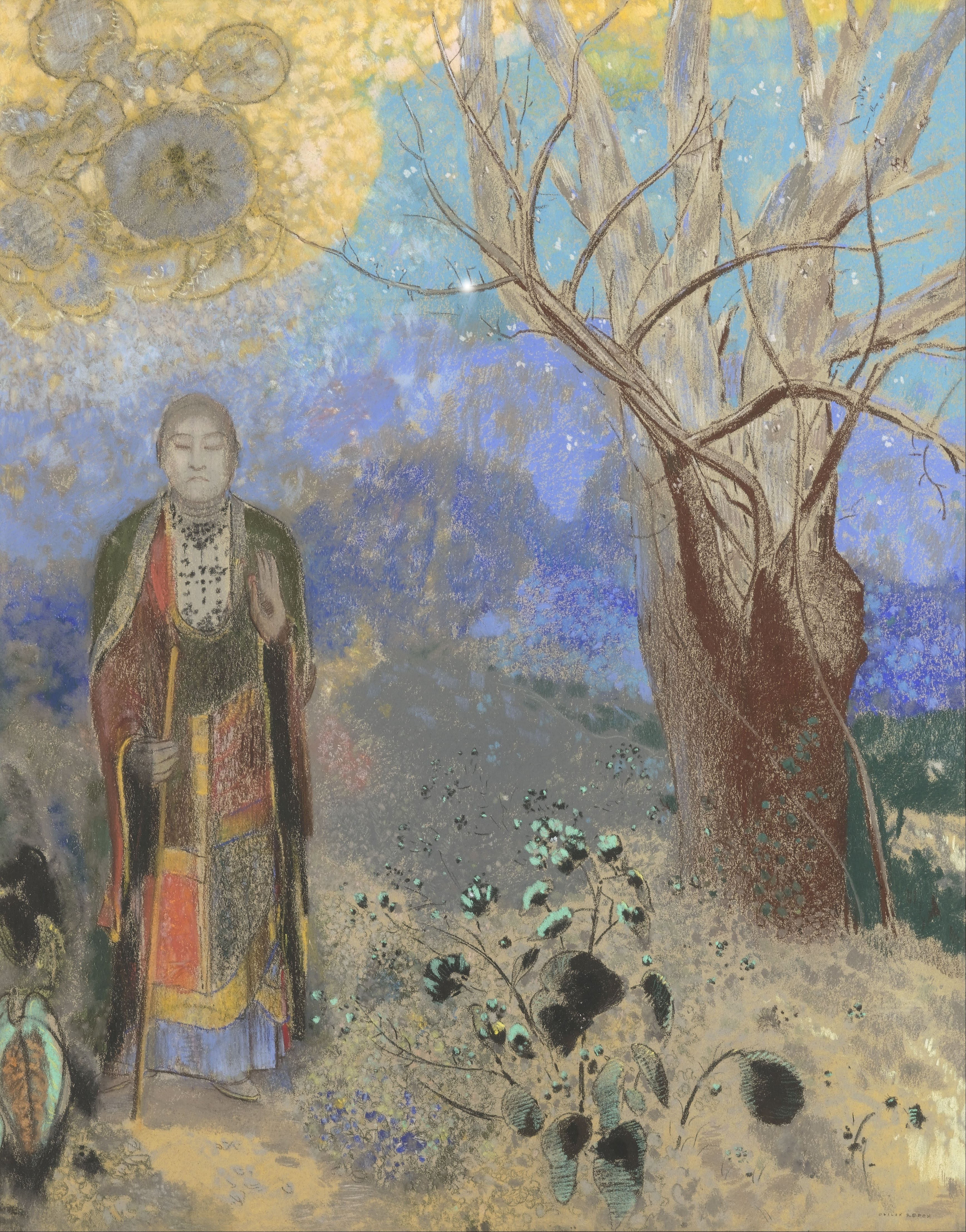
بودا
بین ۱۹۰۶ تا ۱۹۰۷ م.
موزه اورسی